# واشنطن (إلينوي)
واشنطن (بالإنجليزية: Washington, Illinois)‏ هي مدينة تقع في الولايات المتحدة في مقاطعة تيزويل. يقدر عدد سكانها بـ 15,134 نسمة .

## التركيبة السكانية
حدّد مكتب تعداد الولايات المتحدة بيانات التركيبة السكانية لواشنطن في تعداد الولايات المتحدة. في ما يلي، التركيبة السكانية حسب تعدادي 2000 و2010.

### تعداد عام 2000
بلغ عدد سكان واشنطن 10,841 نسمة بحسب تعداد عام 2000، وبلغ عدد الأسر 4,189 أسرة وعدد العائلات 3,090 عائلة مقيمة في المدينة. في حين سجلت الكثافة السكانية 494.1 نسمة لكل كيلومتر مربع (1,279.7/ميل2). وبلغ عدد الوحدات السكنية 4,403 وحدة بمتوسط كثافة قدره 200.7 لكل كيلومتر مربع (519.8/ميل2).
وتوزع التركيب العرقي للمدينة بنسبة 98.36% من البيض و0.26% من الأمريكيين الأفارقة و0.08% من الأمريكيين الأصليين و0.42% من الأمريكيين ذوي الأصول الآسيوية و0.26% من الأعراق الأخرى و0.62% من عرقين مختلطين أو أكثر و0.67% من الهسبانيون أو اللاتينيون من أي عرق.
بلغ عدد الأسر 4,189 أسرة كانت نسبة 37% منها لديها أطفال تحت سن الثامنة عشر تعيش معهم، وبلغت نسبة الأزواج القاطنين مع بعضهم البعض 63.8% من أصل المجموع الكلي للأسر، ونسبة 7.7% من الأسر كان لديها معيلات من الإناث دون وجود شريك،  بينما كانت نسبة 2.2% من الأسر لديها معيلون من الذكور دون وجود شريكة وكانت نسبة 26.2% من غير العائلات. تألفت نسبة 22.5% من أصل جميع الأسر من عدة أفراد يعيشون في نفس المنزل ونسبة 8.5% كانت تتألف من شخص يعيش بمفرده يبلغ من العمر 65 عاماً أو أكثر. وبلغ متوسط حجم الأسرة المعيشية 2.56، أما متوسط حجم العائلات فبلغ 3.02.
بلغ العمر الوسطي للسكان 36.8 عاماً. وكانت نسبة 26% من القاطنين تحت سن الثامنة عشر، وكانت نسبة 7.9% بين الثامنة عشر والرابعة والعشرين عاماً، ونسبة 29.7% كانت واقعةً في الفئة العمرية ما بين الخامسة والعشرين والرابعة والأربعين عاماً، ونسبة 23.3% كانت ما بين الخامسة والأربعين والرابعة والستين، ونسبة 12.1% كانت ضمن فئة الخامسة والستين عاماً فما فوق. يوجد لكل 100 أنثى 96.4 ذكر، ويوجد لكل 100 أنثى في الثامنة عشر من عمرها فما فوق 91.9 ذكر.
بلغ متوسط دخل الأسرة في المدينة 52,210 دولارًا، أما متوسط دخل العائلة فبلغ 61,184 دولارًا. وكان متوسط دخل الذكور 44,896 دولارًا مقابل 26,035 دولارًا للإناث. وسجل دخل الفرد الخاص بالمدينة 24,231 دولارًا. وكانت نسبة 2.8% من العائلات ونسبة 4.1% من السكان تحت خط الفقر، وكان من هؤلاء نسبة 4.7% تحت سن الثامنة عشر ونسبة 3.5% في الخامسة والستين من العمر وما فوق.

### تعداد عام 2010
بلغ عدد سكان واشنطن 15,134 نسمة بحسب تعداد عام 2010، وبلغ عدد الأسر 5,870 أسرة وعدد العائلات 4,200 عائلة مقيمة في المدينة. في حين سجلت الكثافة السكانية 689.8 نسمة لكل كيلومتر مربع (1,786.6/ميل2). وبلغ عدد الوحدات السكنية 6,189 وحدة بمتوسط كثافة قدره 282.1 لكل كيلومتر مربع (730.6/ميل2).
وتوزع التركيب العرقي للمدينة بنسبة 96.65% من البيض و0.52% من الأمريكيين الأفارقة و0.13% من الأمريكيين الأصليين و1.01% من الأمريكيين ذوي الأصول الآسيوية و0.05% من سكان جزر المحيط الهادئ و0.41% من الأعراق الأخرى و1.24% من عرقين مختلطين أو أكثر و1.64% من الهسبانيون أو اللاتينيون من أي عرق.
بلغ عدد الأسر 5,870 أسرة كانت نسبة 36.3% منها لديها أطفال تحت سن الثامنة عشر تعيش معهم، وبلغت نسبة الأزواج القاطنين مع بعضهم البعض 59.5% من أصل المجموع الكلي للأسر، ونسبة 8.9% من الأسر كان لديها معيلات من الإناث دون وجود شريك،  بينما كانت نسبة 3.1% من الأسر لديها معيلون من الذكور دون وجود شريكة وكانت نسبة 28.4% من غير العائلات. تألفت نسبة 23.8% من أصل جميع الأسر من عدة أفراد يعيشون في نفس المنزل ونسبة 9.8% كانت تتألف من شخص يعيش بمفرده يبلغ من العمر 65 عاماً أو أكثر. وبلغ متوسط حجم الأسرة المعيشية 2.56، أما متوسط حجم العائلات فبلغ 3.05.
بلغ العمر الوسطي للسكان 36.3 عاماً. وكانت نسبة 27.2% من القاطنين تحت سن الثامنة عشر، وكانت نسبة 7.2% بين الثامنة عشر والرابعة والعشرين عاماً، ونسبة 27.7% كانت واقعةً في الفئة العمرية ما بين الخامسة والعشرين والرابعة والأربعين عاماً، ونسبة 24.5% كانت ما بين الخامسة والأربعين والرابعة والستين، ونسبة 13.4% كانت ضمن فئة الخامسة والستين عاماً فما فوق. وتوزع التركيب الجنسي للسكان بنسبة 48.7% ذكور و51.3% إناث.

## أعلام
- إليك بيترز
- دوغ لي